# Gulnäbbad hocko
Gulnäbbad hocko (Crax fasciolata) är en fågel i familjen trädhöns inom ordningen hönsfåglar.

## Utseende och läte
Gulnäbbad hocko är en stor (75 cm) trädhöna. Hanen är svart med bar hud kring ögat, slickad krullig huvudtofs och bjärt gult kring näbbroten. Honan har liknande tofs men beigefärgad undersida, vitbandad ovansida och vita spetsar på stjärtpennorna. Underarten pinima, av vissa urskild som egen art (se nedan) är mindre med hos honan nästan vitaktig undersida och i mycket mindre utsträckning bandad ovansida.

## Utbredning och systematik
Gulnäbbad hocko delas in i tre underarter med följande utbredning:
- Crax fasciolata pinima – förekommer i nordöstra Brasilien; betraktas som egen art av IUCN, "belemhocko".
- fasciolata-gruppen
  - Crax fasciolata fasciolata – förekommer i lågland från Brasilien till Paraguay och nordöstra Argentina
  - Crax fasciolata grayi – förekommer i östra Bolivia

Underarten pinima urskiljs sedan 2014 som egen art av BirdLife International och IUCN, "belemhocko".

## Status och hot
IUCN kategoriserade tidigare arten som livskraftig. Sedan 2014 bedömer IUCN hotstatus för underartsgrupperna (eller arterna) var för sig. Taxonet pinima anses ha en mycket liten världspopulation som understiger 50 vuxna individer. Den bebor den mest avskogade delen av Amazonområdet och är också utsatt för hårt jakttryck. Den kategoriseras därför som akut hotad. Gulnäbbad hocko i begränsad mening (fasciolata och grayi) är mycket vidare spridd och talrikare, beskriven som ganska vanlig. Populationen tros dock minska kraftigt i antal till följd av avskogning och jakt, och listas därför som utrotningshotad i kategorin sårbar.

## Bilder

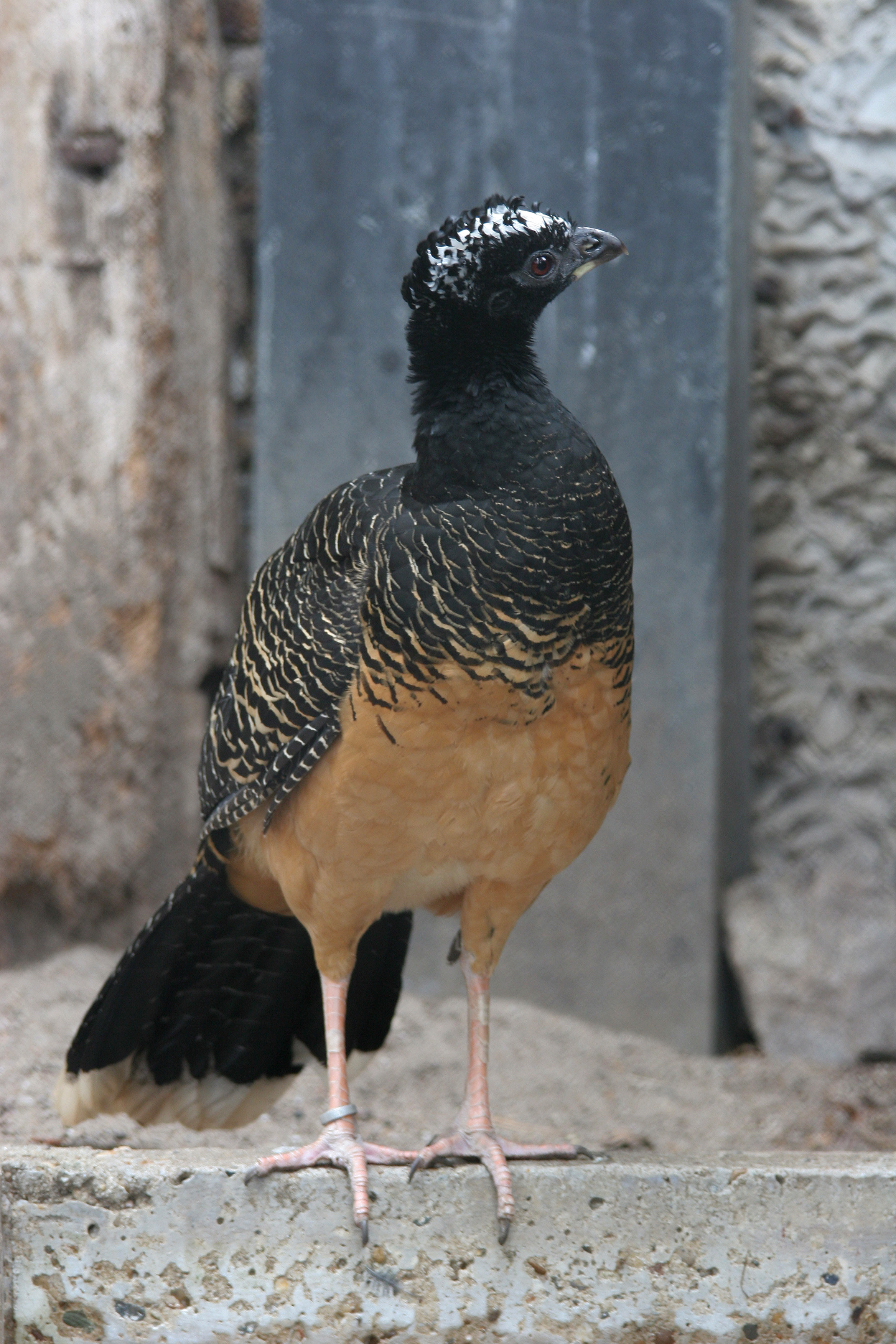
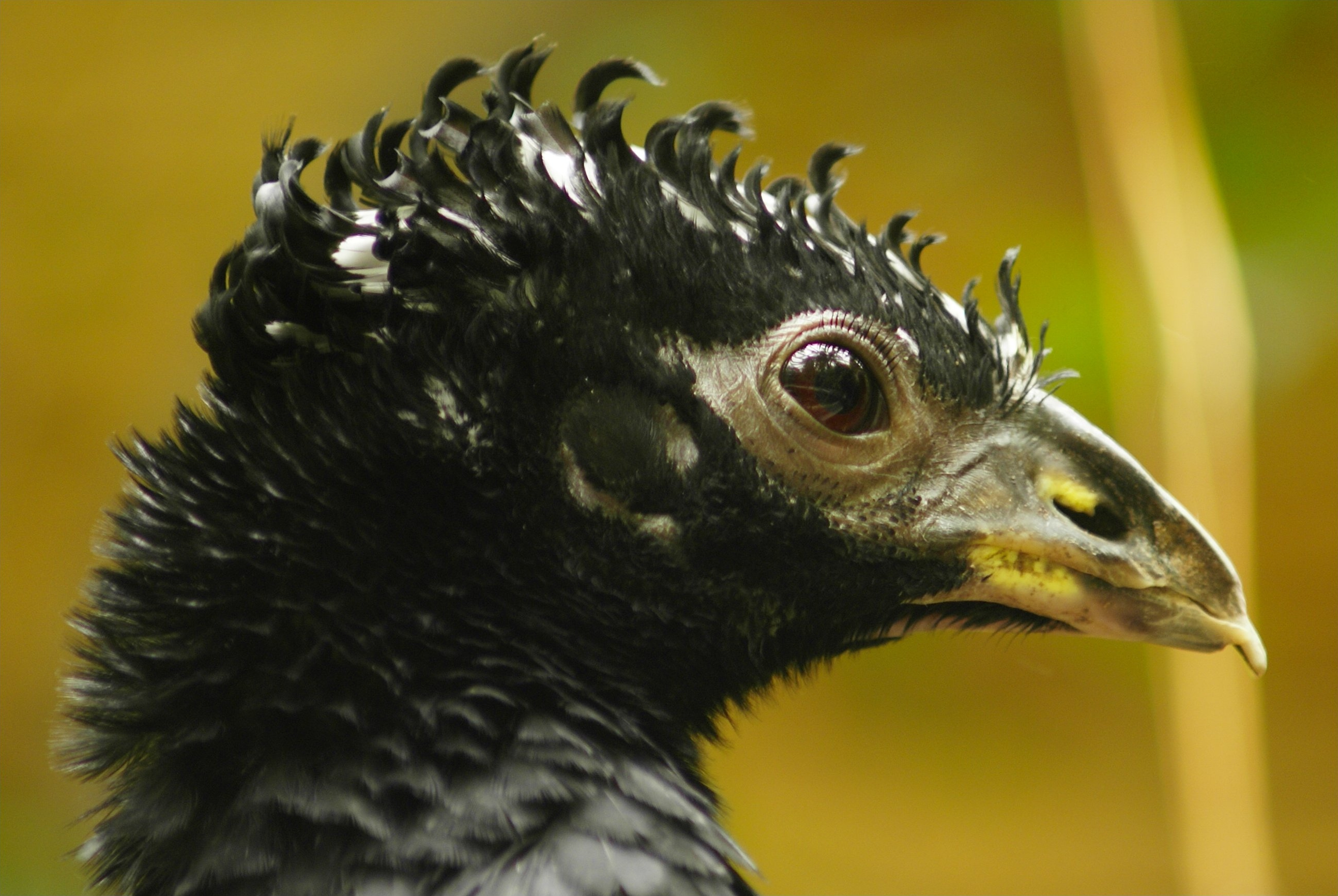
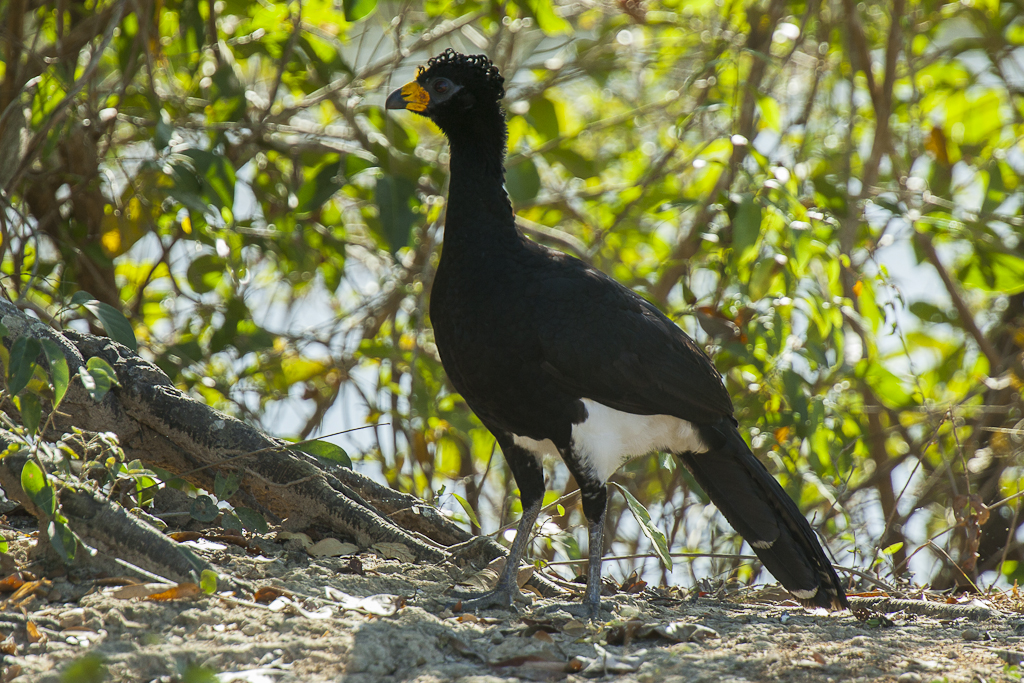